# ウィニングチケット -遥かなるブダペスト-
『ウィニングチケット -遥かなるブダペスト-』（ハンガリー語: Telitalálat）は、2003年のハンガリー映画。

## ストーリー
1956年のソ連支配下のハンガリー。フォークリフトの運転手として働くベーラはサッカーくじで大穴を当て、自身の月給の100年分の配当金を手にする。早速金を銀行に預けようとするのだが、向かう途中でハンガリー動乱に巻き込まれてしまう。

## キャスト
- シャーンドル・ガーシュバール
- アーギ・スィルテシュ
- マリアン・サライ

## 公開
2003年に第16回東京国際映画祭のコンペティション部門で上映される。
2010年2月13日にはパイオニア映画シネマディスクセレクション・ハンガリー編の第2弾として『だれのものでもないチェレ』に続いて公開される。